# Тяньян
Тянья́н (кит. упр. 田阳, пиньинь Tiányáng) — район городского подчинения городского округа Байсэ Гуанси-Чжуанского автономного района (КНР).

## История
Во времена империи Цин в 1875 году была образована Фэнъиская область (奉议州), а в 1879 году — Эньянская область (恩阳州). После Синьхайской революции в Китае была проведена реформа структуры административного деления, в ходе которой области были упразднены, и в 1913 году Фэнъиская область была преобразована в уезд Фэнъи (奉议县), а Эньянская область — в уезд Эньян (恩阳县).
В 1935 году уезды Фэнъи и Эньян были объединены в уезд Тяньян (田阳县).
После вхождения этих мест в состав КНР в конце 1949 года был образован Специальный район Байсэ (百色专区), и уезд вошёл в его состав. В декабре 1952 года в провинции Гуанси был создан Гуйси-Чжуанский автономный район (桂西壮族自治区), и Специальный район Байсэ вошёл в его состав. В 1956 году Гуйси-Чжуанский автономный район был переименован в Гуйси-Чжуанский автономный округ (桂西僮族自治州). В 1958 году автономный округ был упразднён, а вся провинция Гуанси была преобразована в Гуанси-Чжуанский автономный район.
В 1971 году Специальный район Байсэ был переименован в Округ Байсэ (百色地区).
Постановлением Госсовета КНР от 2 июня 2002 года округ Байсэ был преобразован в городской округ.
Постановлением правительства Гуанси-Чжуанского автономного района от 26 августа 2019 года уезд Тяньян был преобразован в район городского подчинения.

## Административное деление
Район делится на 8 посёлков и 2 волости.